# San Marcos, Acatepec
San Marcos är en ort i Mexiko.   Den ligger i kommunen Zapotitlán Tablas och delstaten Guerrero, i den sydöstra delen av landet, 250 km söder om huvudstaden Mexico City. San Marcos ligger 1 626 meter över havet och antalet invånare är 292.
Terrängen runt San Marcos är kuperad åt sydväst, men åt nordost är den bergig. Runt San Marcos är det ganska glesbefolkat, med 42 invånare per kvadratkilometer. Närmaste större samhälle är Caxitepec, 14,4 km nordväst om San Marcos. I omgivningarna runt San Marcos växer huvudsakligen savannskog.